# West Layton
West Layton is een civil parish in het bestuurlijke gebied Richmondshire, in het Engelse graafschap North Yorkshire.